# Albert Facey
Albert Barnett Facey (* 31. August 1894 in Maidstone, Victoria, Australien; † Februar 1982) war ein australischer Autor. Seine Autobiographie A Fortunate Life gilt als "Klassiker" der Australischen Literatur.

## Leben
Albert Facey wurde 1894 als siebtes Kind der Eheleute Joseph und Mary Ann Facey geboren. Sein Vater starb 1896 in den Goldfields von Western Australia an Typhus. Anschließend gab Alberts Mutter ihre Kinder in die Obhut der Großmutter. 1899 zog er mit seiner Großmutter und drei seiner sechs älteren Geschwister von Victoria nach Western Australia.
Seit seinem neunten Lebensjahr arbeitete er auf Bauernhöfen, ein Schulbesuch war ihm nicht möglich. Facey war zunächst Analphabet, er brachte sich lesen und schreiben selbst bei.
Am 4. Januar 1915, kurz nach dem Ausbruch des Ersten Weltkriegs, schloss er sich der Australian Imperial Force (AIF) an. Er nahm als Infanterist im australischen 11. Bataillon am Krieg teil und kämpfte in der Schlacht von Gallipoli. Seine Brüder Roy und Joseph wurden in der Schlacht getötet, Albert Facey mindestens zwei Mal verwundet. Im August 1915 wurde er wegen Herzproblemen aus der Armee entlassen und kehrte nach Australien zurück. Die Beschwerden stellten sich viele Jahre später als Milzruptur heraus. Während der Genesungszeit traf Facey Evelyn Mary Gibson, die er im August 1916 in Bunbury heiratete. Sie hatten gemeinsam sechs Kinder.
Die Faceys lebten in East Perth, bevor sie sechs Jahre später nach Wickepin mit ihren Kindern zurückkehrten, dort lebten sie bis 1934. Der älteste Sohn, Albert Barnett Facey Jr., trat während des Zweiten Weltkriegs der 2nd AIF bei und kämpfte während der Schlacht um Singapur, bei der er durch eine Sprengladung getötet wurde. 
In späteren Jahren begann Facey seine Autobiografie zu schreiben und ließ sie auf Wunsch seiner Frau und seiner Kinder drucken. Das Buch wurde neun Monate vor seinem Tod im Jahr 1982 veröffentlicht.
Sein Haus in Wickepin ist heute eine Touristenattraktion. In Perth ist ein Regierungsgebäude nach Facey benannt, ebenso eine Bibliothek in Mundaring und eine Straße in Maidstone. Faceys Manuskripte werden in der Bibliothek der University of Western Australia aufbewahrt.

## Veröffentlichungen
- Albert B. Facey: A Fortunate Life. 1988. ISBN 0-14010869-6. (Previously published in 1981 by Fremantle Arts Centre Press, Fremantle, W.A.)